# Jacqueline Susann
Jacqueline Susann (Wynnewood (Pennsylvania), 20 augustus 1918 - New York, 21 september 1974) was een Amerikaanse romanschrijfster en actrice. Haar roman Valley of the Dolls uit 1966 is een van de bestverkochte boeken ooit.

## Biografie
Jacqueline Susann werd geboren als Jacqueline Susan op 20 augustus 1918 in Wynnewood (Pennsylvania). Ze was het enig kind van het Joods echtpaar Robert Susan en Rose Jans. Ze liep school aan de West Philadelphia High School. Ze ging niet naar de universiteit, zoals haar ouders hadden gewild, maar verhuisde in 1936 naar New York met de bedoeling actrice te worden. Daar speelde ze aanvankelijk verschillende kleine rollen in films, toneelstukken en reclamespots.
Op 2 april 1939 trouwde ze met persagent Irving Mansfield, die haar carrière ondersteunde door recensies en foto's van haar in New Yorkse kranten te plaatsen. Ondanks aanhoudende geruchten over ontrouw van Susann, waren zij en Mansfield toegewijd aan elkaar en bleven ze getrouwd tot haar dood in 1974. In 1946 werd een zoon geboren, maar vier jaar later werd hij in een tehuis geplaatst omdat hij autistisch was.
Begin jaren zestig verscheen haar eerste boek Every Night, Josephine! In 1962 werd bij Susann op 44-jarige leeftijd borstkanker vastgesteld en onderging ze een mastectomie. Tegelijkertijd begon ze aan haar eerste succesvolle roman, Valley of the Dolls, die in 1966 werd gepubliceerd en het jaar daarop onder dezelfde titel verfilmd werd. Dit werd gevolgd door The Love Machine uit 1969 en Once Is Not Enough uit 1973. Ze bracht de jaren 1973 en 1974 door in ziekenhuizen in New York voor verdere behandeling van kanker, waar ze op 21 september 1974 stierf.
Na haar dood verscheen in 1979 de roman Yargo, die ze in de jaren vijftig had geschreven. De roman Dolores, die ze niet zelf voltooide, verscheen na aanvullingen van haar vriend Rex Reed.